# Shijimiaeoides
Shijimiaeoides — род бабочек из семейства голубянки (Lycaenidae).

## Описание
Крылья самцов на верхней стороне фиолетово-голубого цвета, шелковистые, прикраевая область целиком буро-коричневая. Бахромка крыльев белого цвета. Передние голени самцов с длинным зубцом на вершине.

## Ареал
Россия (Приморье, Хабаровский край, Еврейская автономная область), Япония (острова Хонсю, Кюсю), Корейский полуостров, Китай, Тибет.

## Виды
В состав рода входят виды:
- Shijimiaeoides divina
- Shijimiaeoides lanty